# Mike Donilon

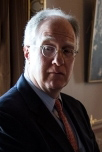

Mike Donilon (geb. 25. Dezember 1958 in Providence, Rhode Island) ist ein amerikanischer Rechtsanwalt und Wahlkampfberater. Er fungiert als Senior Advisor des US-Präsidenten Joe Biden.

## Leben
Donilon war zuvor als Partner bei AKPD Message and Media tätig. Zwischen 2009 und 2013 diente er als Counselor to the Vice President unter Vizepräsident Joe Biden. Vor seiner Ernennung ins Weiße Haus arbeitete Donilon mit Biden zusammen, um ihm bei der Vorbereitung auf die Debatten zu helfen und auch als Berater auf Reisen. Seit 1981 ist er Berater von Biden.
Seine Brüder sind die Vorsitzenden des BlackRock Investment Institute, Tom Donilon, der Stabschef im Außenministerium des ehemaligen Präsidenten Bill Clinton und nationaler Sicherheitsberater von Barack Obama war, und Terry Donilon, Kommunikationsdirektor von Kardinal Seán Patrick O’Malley der Erzdiözese Boston. Seine Schwägerin ist Catherine M. Russell.